# گاسپار پیروته
گاسپار پیروته (انگلیسی: Gaspard Pirotte) ژیمناست هنری اهل بلژیک بود.
از افتخارات وی میتوان به کسب مدال برنز تیمی سیستم سوئدی مردان در بازی‌های المپیک تابستانی ۱۹۲۰ اشاره کرد.